# Ville de Paris (1764)
Pour les autres navires du même nom, voir Ville de Paris.

Le Ville de Paris est un navire de guerre français, en service de 1764 à 1782. C'est un navire de ligne de premier rang, portant 90 puis 104 canons sur trois-ponts. Il est lancé dans la période de sursaut patriotique qui suit les défaites de la guerre de Sept Ans. C'est aussi l'un des rares trois-ponts construits sous le règne de Louis XV, époque où pour des raisons financières les arsenaux français lancent essentiellement des deux-ponts de 64 à 80 canons. Il est activement engagé dans la guerre d'indépendance américaine. Capturé par les Britanniques à la bataille des Saintes, il coule en 1782 lors d'une tempête.

## Construction
Construit à Rochefort de 1757 à 1764 d'après les plans de l'ingénieur François-Guillaume Clairain des Lauriers (anobli en remerciement après le lancement), la coque porte d'abord le nom d’Impétueux avant d'être rebaptisée Ville de Paris en l'honneur de la municipalité de Paris qui a largement participé au financement de la construction (faute d'argent, le duc de Choiseul, ministre de la Marine, a fait appel aux dons des provinces et des grandes villes).
Le vaisseau est d'abord armé avec 90 canons :
- 30 canons de 36 livres dans la première batterie ;
- 32 canons de 24 livres dans la deuxième batterie ;
- 28 canons de 12 livres dans la troisième batterie.

Poids total d'une bordée : 1 092 livres de boulets de fonte.
S'y rajoutent en 1779 14 canons de 8 livres sur les gaillards, ce qui porte sa puissance à 104 canons et sa bordée à 1 148 livre (unité de masse).

## La carrière du vaisseau
Ce vaisseau sert pendant la guerre d'Amérique, d'abord lors de la bataille d'Ouessant en 1778 au sein de l'escadre commandée par le comte d'Orvilliers. Le Ville de Paris porte lors de cette bataille la marque du chef d'escadre Guichen.
Selon  d’Orvilliers, commandant en chef des Français, « a été le vaisseau de l’armée navale qui a essuyé le plus de feu et qui en a le plus rendu ». En 1779, il participe à la campagne franco-espagnole infructueuse dans la Manche.
Il sert ensuite de vaisseau-amiral au comte de Grasse lors de sa campagne en Amérique, notamment à la Chesapeake en 1781 et à celle de Saint-Kitts (janvier 1782) ; ils sont tous deux pris aux Saintes le 12 avril 1782 par la flotte britannique commandée par l'amiral Rodney, après avoir épuisé le stock de boulets à bord (la légende veut que de Grasse ait fait tirer les derniers coups de canon avec son argenterie en guise de projectiles).
Lors du retour en Angleterre de l'escadre britannique commandée par Graves en septembre 1782, une tempête coule le Ville de Paris (ainsi que les vaisseaux de 74 Glorieux, HMS Ramillies et HMS Centaur), lui évitant ainsi d'être intégré à la Royal Navy. Le Ville de Paris fait partie des vingt vaisseaux de ligne perdus par la Marine royale lors de la guerre d’indépendance américaine.

## Galerie

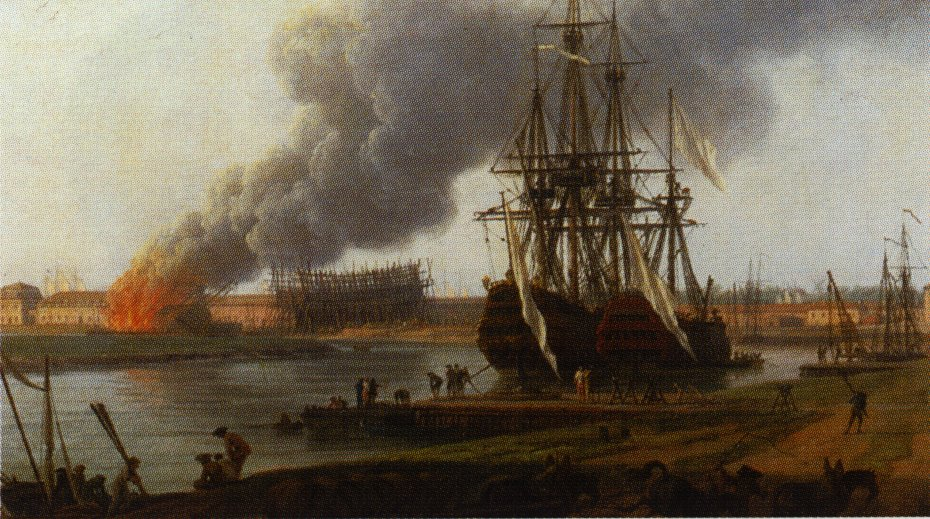
Ce tableau de Vernet, peint en 1762, nous permet d'entrevoir le Ville de Paris en construction à Rochefort, près de la corderie royale.
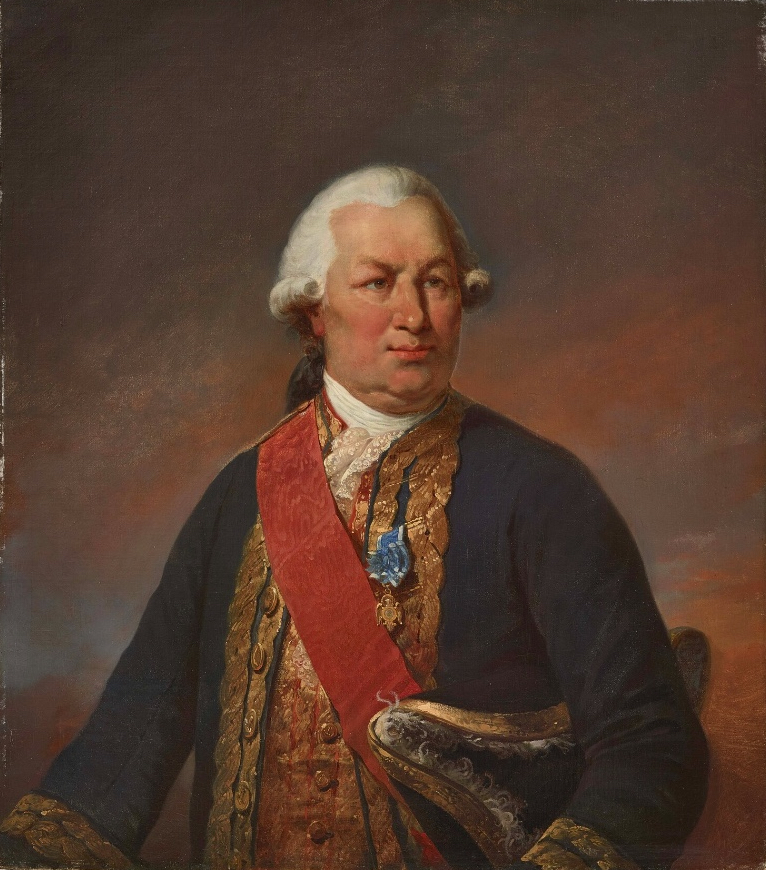
En 1781-1782, le Ville de Paris est le navire amiral de l'escadre du comte de Grasse pendant la guerre d'indépendance américaine.
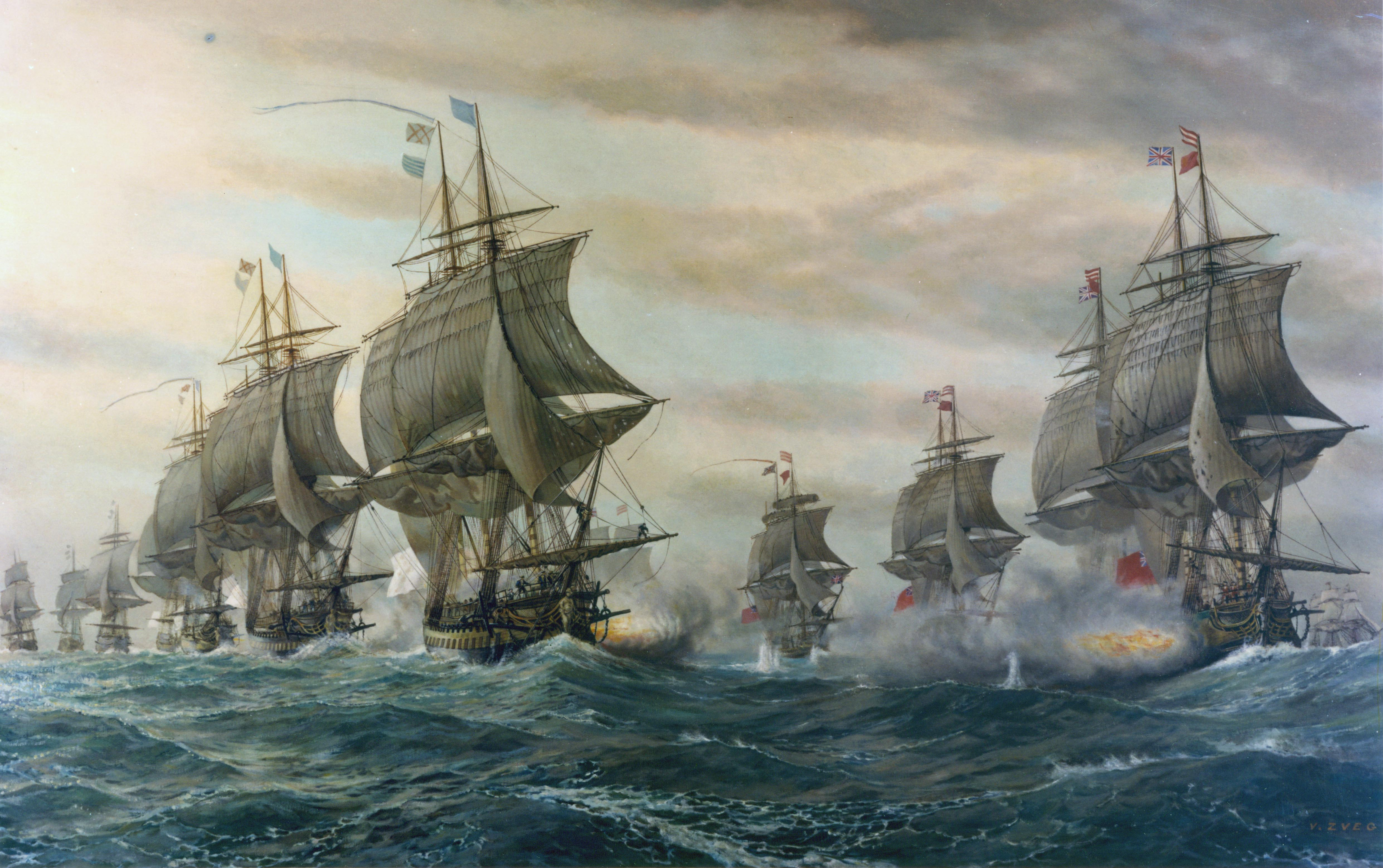
Une peinture américaine contemporaine représentant le Ville de Paris à la bataille de la baie de Chesapeake en 1781.
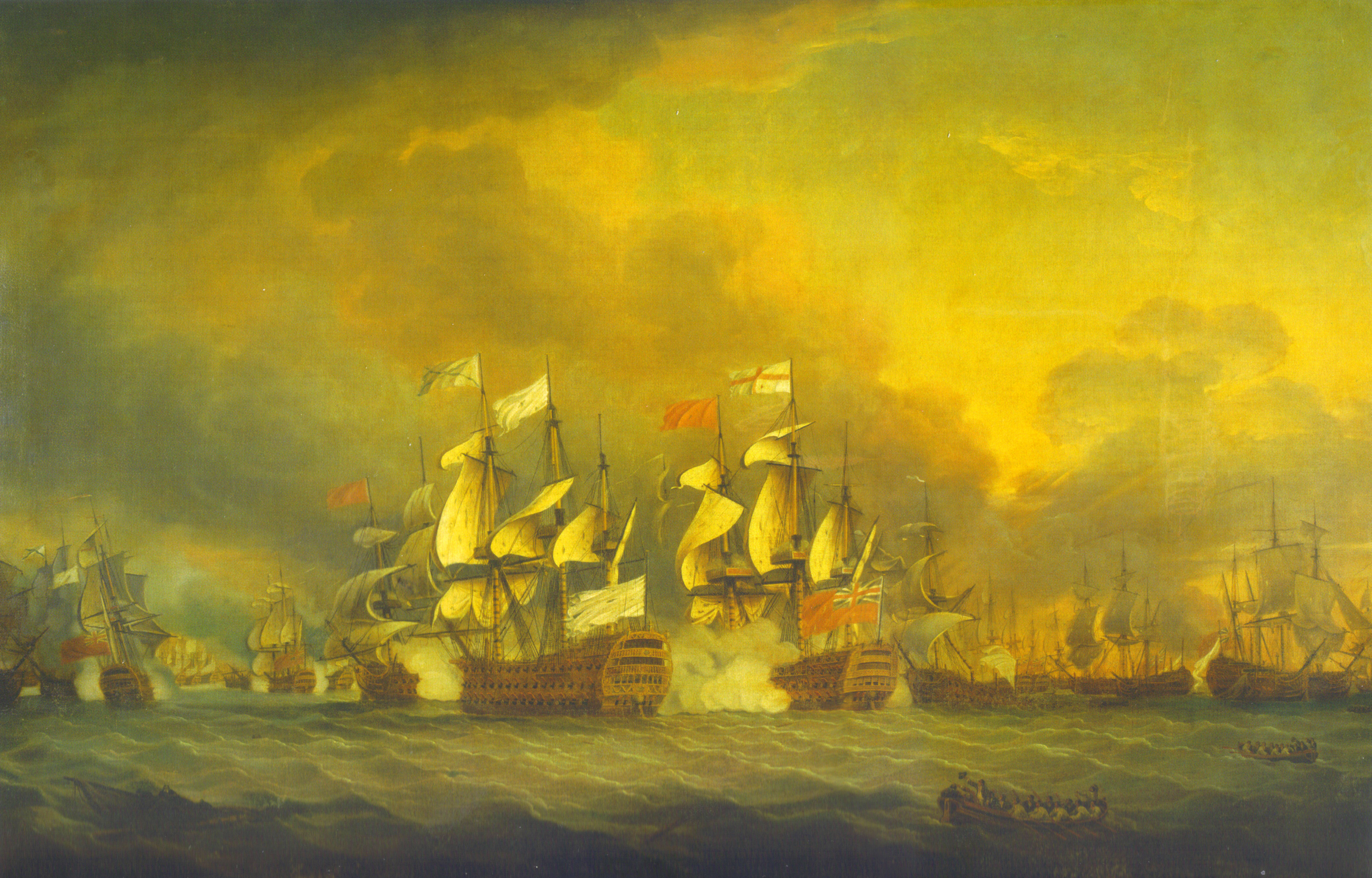
Le Ville de Paris au combat contre le HMS Barfleur lors de la bataille des Saintes qui voit la capture du vaisseau amiral et de de Grasse.
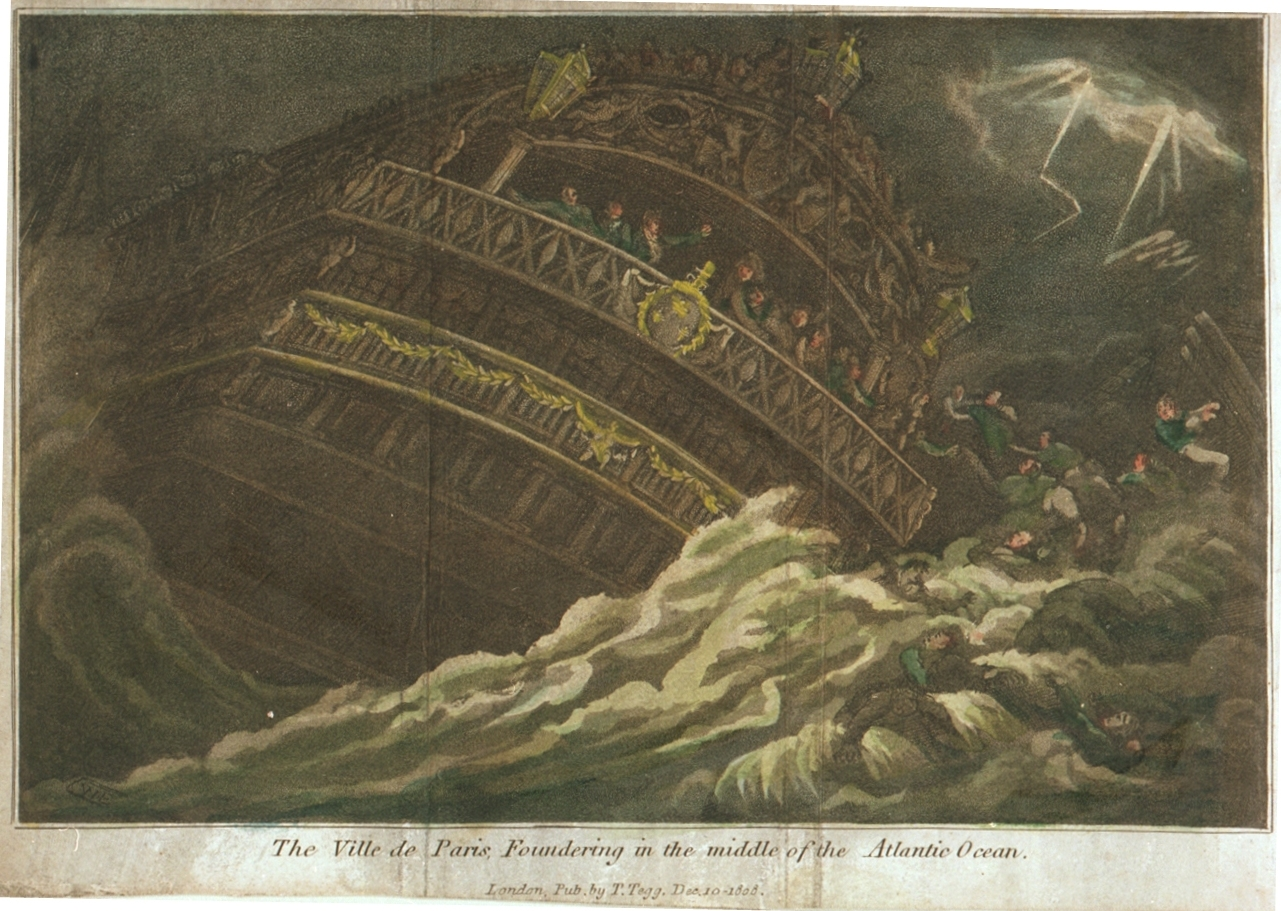
Le Ville de Paris sombre à l'automne 1782 dans une tempête alors qu'il est en cours de transfert vers l'Angleterre.

## Personnalités liées au navire
- Augustin-Joseph Carosin, chirurgien-major à son bord lors de sa capture.